# لباس اتاق تمیز

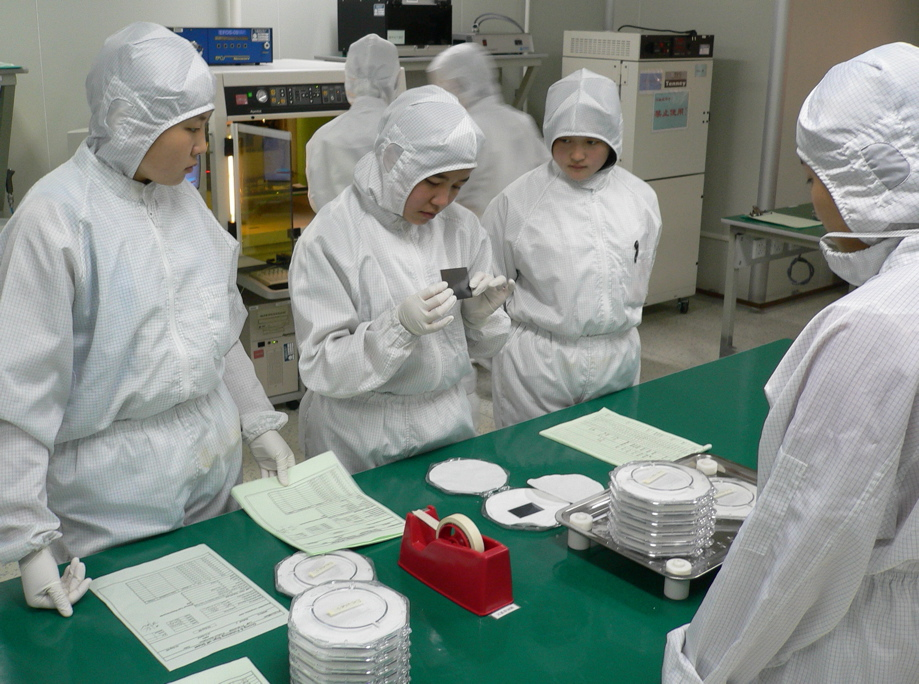
چند تن از کاردانان فنی که لباس اتاق تمیز به تن دارند

لباس خرگوشی یا لباس اتاق تمیز (به انگلیسی: cleanroom suit, clean room suit یا bunny suit) لباسی سرهمی است که برای اتاق تمیز استفاده می‌شود.